# Jaskinia lodowa

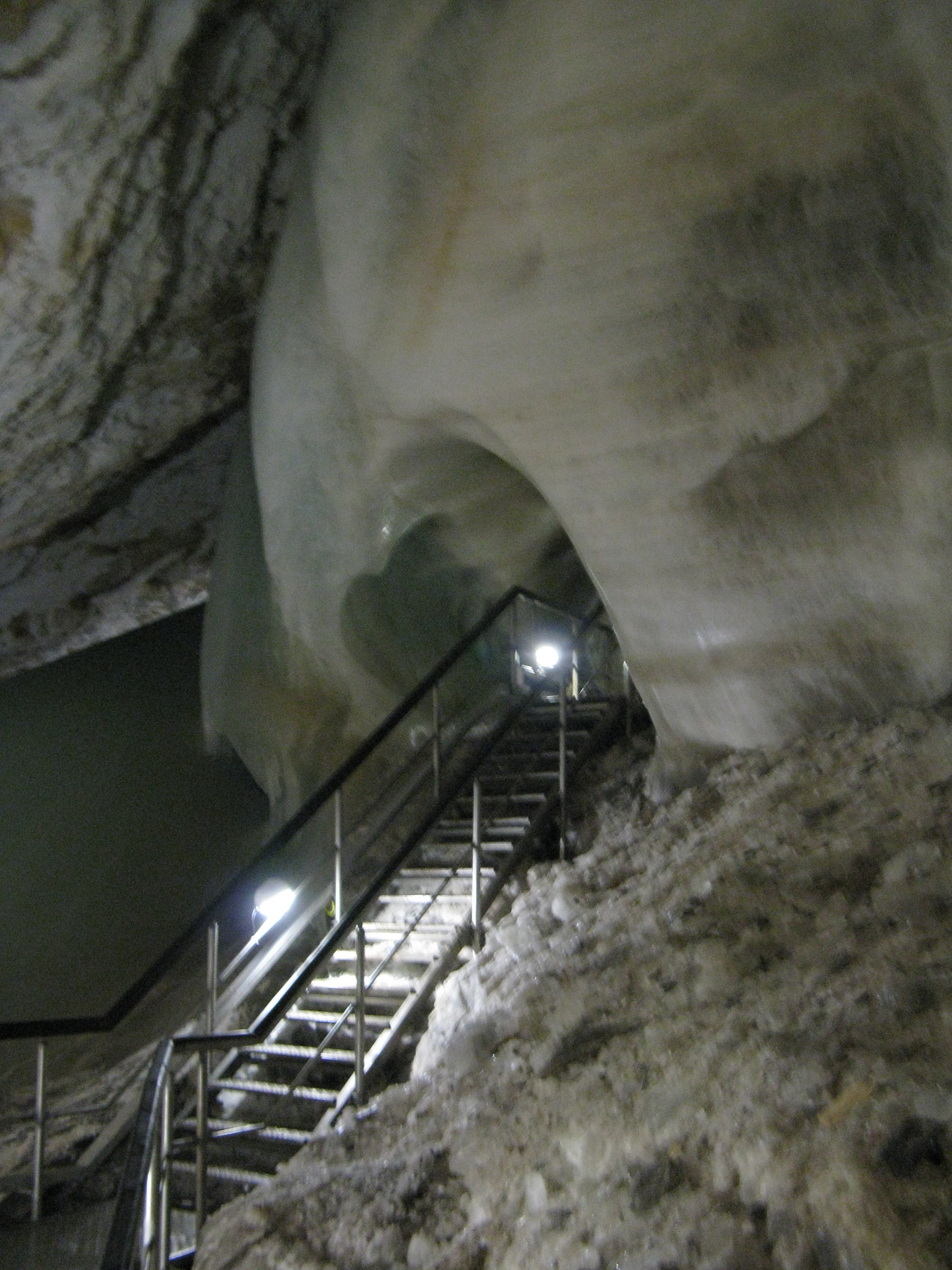
Dobszyńska Jaskinia Lodowa

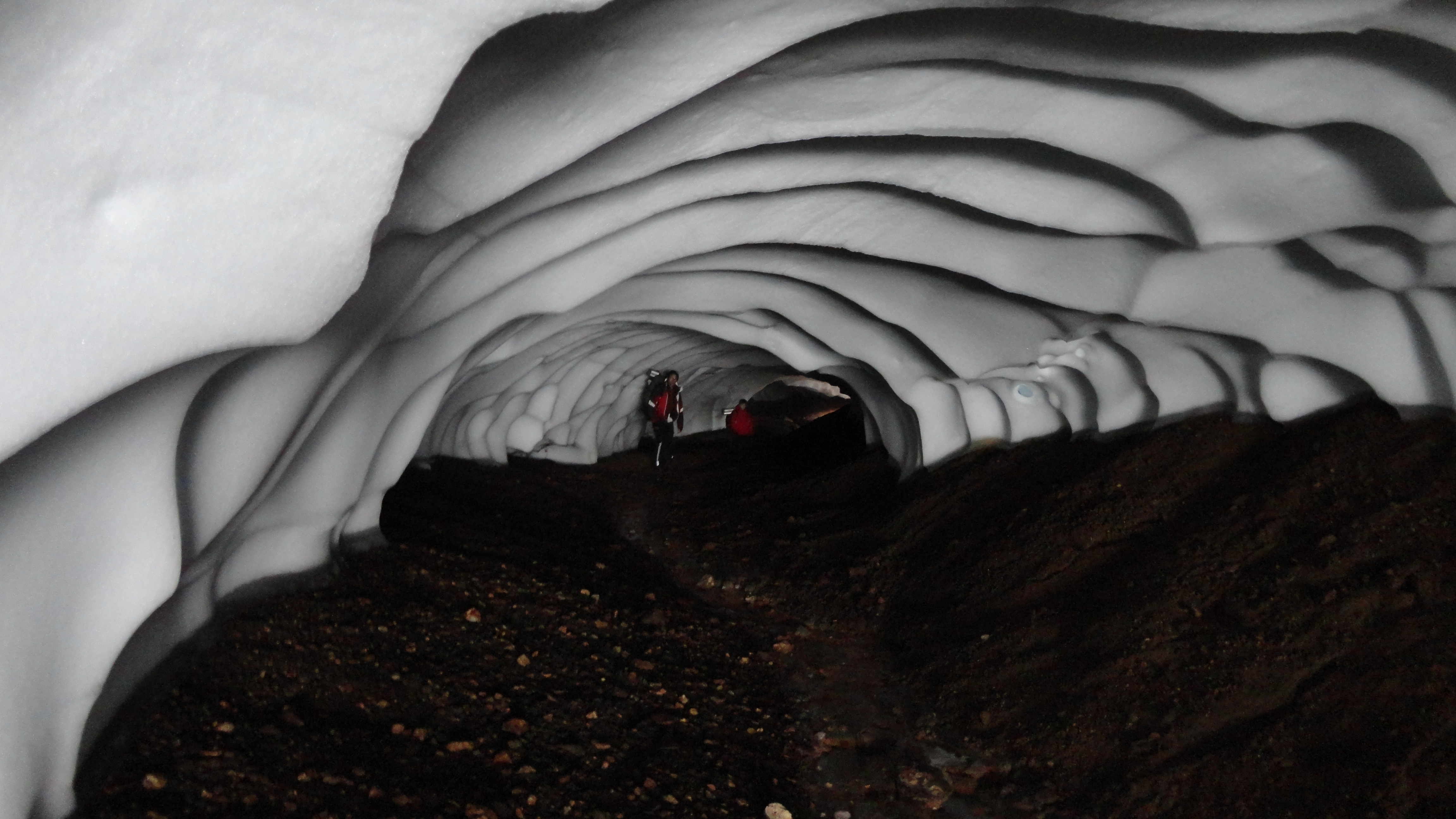
Jaskinia lodowa w Islandii

Jaskinia lodowa – jaskinia, w której (w całej jaskini lub przynajmniej jej części) przez cały rok utrzymują się trwałe skupiska lodu lub nacieki lodowe. Z reguły wiąże się to z utrzymywaniem się w jaskini (lub w jej części) przez cały rok temperatur ujemnych lub nieznacznie tylko powyżej zera w ciepłym półroczu.
Jaskinie takie mają zawsze rozwinięcie pionowe, są z reguły jaskiniami ślepymi, a przynajmniej jeden z korytarzy jest ślepy. Nie posiadają aktywnych cieków wodnych, gdyż dopływająca woda o temperaturze zawsze powyżej zera ogrzewa jaskinię. W chłodnym półroczu w wyniku konwekcji swobodnej napływa do jaskini zimne powietrze (o większej od ciepłego gęstości), utrzymując w niej temperaturę poniżej zera w skali Celsjusza. Pozwala to na tworzenie się i utrzymywanie się w jaskini trwałych skupisk lodu z nawiewanego zimą śniegu (dość płytkie jaskinie, również we fliszu), z wody przeciekającej do wnętrza jaskini (pokrywy i nacieki lodowe) lub z wykraplającej się z powietrza pary wodnej.
Przykłady jaskiń lodowych:
- Jaskinia Lodowa Demianowska
- Jaskinia Lodowa Dobszyńska
- Eisriesenwelt – system jaskiń lodowych w Austrii
- Jaskinia Lodowa Kungurska
- Jaskinia Lodowa Krakowska
- Jaskinia Lodowa Litmanowska
- Jaskinia Lodowa Litworowa
- Jaskinia Lodowa Małołącka
- Jaskinia Lodowa Miętusia
- Jaskinia Lodowa Mułowa
- Jaskinia Lodowa nad Kufą
- Jaskinia Lodowa w Beskidzie Śląskim
- Jaskinia Lodowa w Ciemniaku
- Jaskinia Lodowa w Czarnych Działach
- Jaskinia Lodowa w Twardych Spadach
- Jaskinia Lodowa w Zamczysku
- Jaskinia Lodowa Żywego Ognia